# Siervas de Santa Margarita María y de los Pobres
La Congregación de Siervas de Santa Margarita María y de los Pobres es una congregación religiosa católica femenina de derecho pontificio, fundada por el sacerdote mexicano Cipirano Íñiguez Martín del Campo y la religiosa, también mexicana, María Lupita García Zavala, en Guadalajara, el 13 de octubre de 1901. A las religiosas de este instituto se les conoce como siervas de los pobres de Guadalajara y posponen a sus nombres las siglas S.S.M.M.P

## Historia
María Lupita García Zavala, a los 23 años de edad, sintió la vocación religiosa y con la ayuda de su director espiritual, Cipriano Iñiguez Martín del Campo, fundó la congregación religiosa de las Siervas de Santa Margarita María y de los Pobres, en Guadalajara (Jalisco), en 1901, con el fin de dedicar su vida a los enfermos y desvalidos.
Durante los primeros años de fundación, la congregación vivió un período convulsionado por la persecución religiosa, en los años de la Cristiada, que desde 1911 con la caída del presidente Porfirio Díaz, se agravó hasta 1936. Esto desató persecuciones a la Iglesia por parte de los revolucionarios Venustiano Carranza, Álvaro Obregón, Pancho Villa y Plutarco Elías Calles. El período más sangriento está comprendido entre 1926 y 1929. La fundadora y sus religiosas, ponían en riesgo sus vida, escondiendo en el hospital a varios sacerdotes y obispos y al mismo arzobispo de Guadalajara, Francisco Orozco y Jiménez.
Al finalizar la guerra, el mismo arzobispo de Guadalajara aprobó el instituto como congregación religiosa de derecho diocesano en 1935. La Santa Sede lo reconoció como instituto religioso de derecho pontificio. La Madre Lupita fue la superiora general de la Congregación durante toda su vida.

## Organización
La Congregación de Siervas de Santa Margarita María y de los Pobres es un instituto religioso centralizado, de derecho pontificio, cuyo gobierno recae en la Superiora general, coadyuvada por su consejo. El gobierno es elegido para un periodo de seis años. La casa general se encuentra en Guadalajara (México).
Las siervas se dedican a la atención de los enfermos. En 2015, eran unas 112 religiosas y tenían 22 fundaciones, presentes en México, Perú, Islandia, Grecia e Italia.